# Sceaux-du-Gâtinais

Sceaux-du-Gâtinais este o comună în departamentul Loiret din centrul Franței. În 1 ianuarie 2022 avea o populație de 613 de locuitori.